# 中日本ツアーバス
株式会社中日本ツアーバス（なかにほんツアーバス）は、石川県金沢市に本社を置き、貸切バス・乗合バス（高速バス）事業を行うバス事業者である。

## 概要
1995年（平成7年）5月1日設立。貸切バスの営業区域は、石川県全域および、富山県南砺市・小矢部市。
設立当初は貸切バス専業であったが、後に都市間ツアーバス「MKツアーランド」「タニートラベル」の運行に参入。2013年7月の「新高速バス制度」施行に伴い高速乗合バス事業に参入した。

## 沿革
- 1995年5月1日 - 会社設立[1]。
- 2013年7月 - 新高速バス制度施行に伴い乗合バス事業に参入。従来運行してきた高速ツアーバス「MKツアーランド」を転換し、高速路線バス「中日本ハイウェイバス」（石川・富山 - 首都圏）運行開始。
- 2016年11月29日 - 本社を移転する。
- 2019年2月5日 - 「中日本ツアーバス」に社名変更。
  - 7月1日 - 冨士タクシー傘下入りに伴い、再度本社を移転する。

## 事業所
- 本社 - 石川県金沢市御供田町ホ171-2

## 高速バス路線

### 中日本ハイウェイバス
両路線ともに夜行1往復。化粧室・電源コンセント装備の4列シート車で運行される。
金沢・富山 - 新宿・TDR
中日本ツアーバス本社 - 金沢駅 - 砺波駅南口 - 高岡駅南口 - 富山駅北口 - バスタ新宿 - 東京ディズニーリゾート
小松・加賀温泉・福井 - 東京駅・TDR
小松駅南バス1番のりば - 加賀温泉駅 - 福井駅東口 - 武生駅 - 敦賀白銀町（明治安田生命保険相互会社敦賀営業所前）- バスターミナル東京八重洲 - 東京ディズニーリゾート

## 車両
保有車両数は、高速車は6台、貸切車は大型車9台、中型車2台、小型車3台。
大型車と中型車はいすゞ自動車製と三菱ふそうトラック・バス製、小型車はトヨタ自動車製を保有する。